# Comostolopsis convalescens
Comostolopsis convalescens är en fjärilsart som beskrevs av Claude Herbulot 1981. Comostolopsis convalescens ingår i släktet Comostolopsis och familjen mätare. Inga underarter finns listade i Catalogue of Life.